# Eriauchenus mahariraensis
Espèce
Synonymes
- Afrarchaea mahariraensis Lotz, 2003

Eriauchenus mahariraensis est une espèce d'araignées aranéomorphes de la famille des Archaeidae.

## Distribution
Cette espèce est endémique de Madagascar. Elle se rencontre dans le parc national de Ranomafana.

## Description
La femelle holotype mesure 2,05 mm.
Le mâle décrit par Wood et Scharff en 2018 mesure 1,64 mm et la femelle 1,91 mm.

## Systématique et taxinomie
Cette espèce a été décrite sous le protonyme Afrarchaea mahariraensis par Lotz en 2003. Elle est placée dans le genre Eriauchenus par Wood et Scharff en 2018.

## Étymologie
Son nom d'espèce, composé de maharira et du suffixe latin -ensis, « qui vit dans, qui habite », lui a été donné en référence au lieu de sa découverte, Maharira.

## Publication originale
- Lotz, 2003 : « Afrotropical Archaeidae: 2. New species of the genera Archaea and Afrarchaea (Arachnida: Araneae). » Navorsinge van die Nasionale Museum Bloemfontein, vol. 19, p. 221-240.